# Gare de Saint-Césaire
Gare de Saint-Césaire – przystanek kolejowy w Nîmes, w departamencie Gard, w regionie Oksytania, we Francji.
Jest przystankiem kolejowym Société nationale des chemins de fer français (SNCF), obsługiwanym przez pociągi TER Languedoc-Roussillon.